# Droga krajowa B4 (Austria)
Droga krajowa B4 (Horner Straße) – droga krajowa w północnej Austrii. Arteria łączy położony przy autostradzie A22 Stockerau z miastem Horn i leżącym w sąsiedztwie czeskiej granicy miasteczkiem Geras. Na odcinku Stocerau – Horn arteria jest elementem trasy europejskiej E49. Droga jest stopniowo modernizowana. W ostatnich latach powstały obwodnice m.in. Mörtersdorfu i Ziersdorfu. W Maissau biegnie wspólnym śladem z B35.